# 梅莱凯奥克州

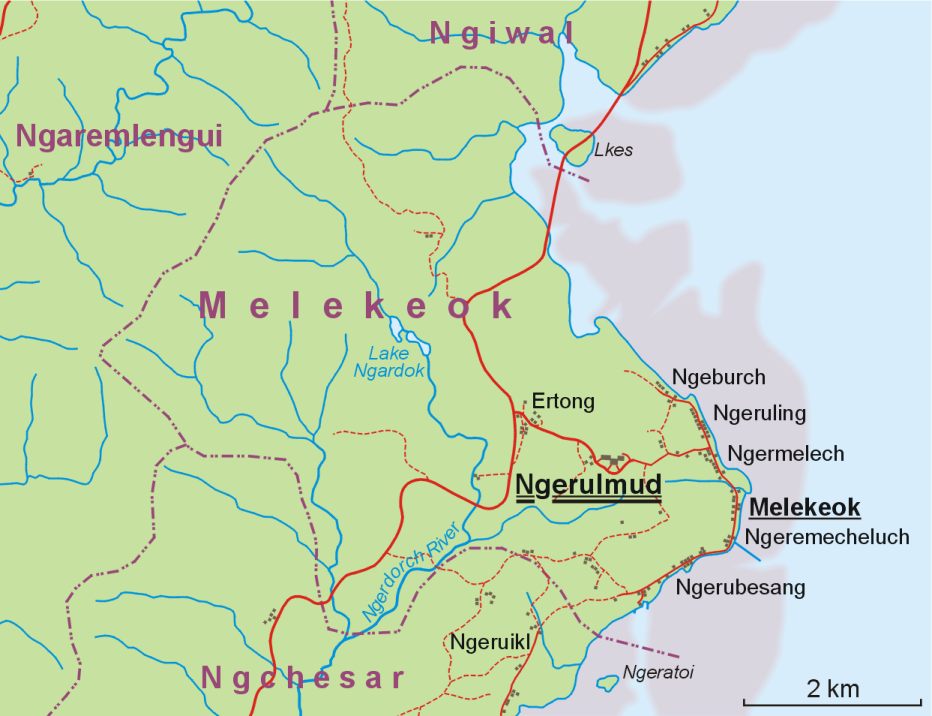
梅莱凯奥克州地图

梅莱凯奥克州（State of Melekeok）是帕劳的一个州，位于巴伯尔道布岛中东部海岸。帕劳首都恩吉鲁穆德位于该州。这个州拥有漫长的海滩，还有山峦、丘陵、河流以及帕劳乃至整个密克罗尼西亚地区唯一的淡水湖Ngardok湖。
梅莱凯奥克州下辖8个有常住人口的村庄。首府是梅莱凯奥克。